# Yayoi
Yayoi (japanski 弥生時代, Yayoi jidai) je razdoblje povijesti Japana koje je trajalo tijekom željeznog doba. Za početnu godinu uzima se 500./300. pr. Kr., a završnu 300. poslije Kristova rođenja odnosno 3. stoljeće. Ovo je razdoblje dobilo ime po četvrti Yayoi iz posebnog tokijskog okruga Bunkyoua gdje su arheolozi pronašli prve nalaze i artefakte iz ovog razdoblja. Osebujnosti ovog razdoblja su pojava novih stilova lončarije i to što se u ovom razdoblju intenzivira uzgor riže na rižištima. Yayoi je uslijedio nakon jōmonskog razdoblja koja je trajalo od 14.000. pr. Kr. do 300. pr. Kr. Zemljopisno je ova kultura bila raširena od juga otoka Kyūshūa do sjevera otoka Honshūa. 

## Vanjske poveznice
- Yayoi  Arhivirana inačica izvorne stranice od 3. ožujka 2016. (Wayback Machine) Japanska povijest
- Članak Richarda Hookera o Yayoiju i Jōmonu
- Članak iz Japan Timesa "Japanese Roots Surprisingly Shallow"